# 蘇晏霈
蘇晏霈（1988年4月7日—），臺灣女演員。

## 電視劇
| 年份   | 頻道       | 劇名                      | 角色                 |
| 2008年 | 民視       | 《濟公》                  | 黄金花 菊仙          |
| 2008年 | 民視       | 《娘家》                  | 蔡萱萱               |
| 2008年 | 大愛電視台 | 《情緣路》                | 潘麗芬               |
| 2009年 | 安徽衛視   | 《娘家的故事》            | 李暄                 |
| 2010年 | 民視       | 《新兵日記》              | 蔡珍珠               |
| 2011年 | 民視       | 《愛讓我們在一起》        | 董香香               |
| 2011年 | 大愛電視台 | 《無悔的愛》              | 彭燕琳               |
| 2011年 | 民視       | 《父與子》                | 周玉珊               |
| 2012年 | 民視       | 《風水世家》              | 蔡筱萍               |
| 2014年 | 民視       | 《龍飛鳳舞》              | 王心蘭               |
| 2014年 | 民視       | 《嫁妝》                  | 林惠如               |
| 2016年 | 民視       | 《春花望露》              | 李有純               |
| 2017年 | 民視       | 《幸福來了》              | 李真美               |
| 2019年 | 大愛電視台 | 《程哥懺悔路》            | 黃淑霞               |
| 2019年 | 民視       | 《多情城市》              | 曾思思 楊明玥 張念念 |
| 2020年 | 公視       | 《我的婆婆怎麼那麼可愛》  | 蘇秉愛               |
| 2021年 | 民視       | 《黃金歲月》              | 黃雅婷               |
| 2021年 | 民視       | 《孟婆客棧》              | 祝英台(轉世)         |
| 2022年 | 民視       | 《市井豪門》              | 劉佳雯               |
| 2024年 | 公視       | 《我的婆婆怎麼那麼可愛2》 | 蘇秉愛               |
| 2025年 | 民視       | 《好運來》                | 林樂樂               |

## 電影
| 年份   | 劇名                       | 角色   | 導演   |
| ------ | -------------------------- | ------ | ------ |
| 2023年 | 《我的婆婆怎麼把OO搞丟了》 | 蘇秉愛 | 鄧安寧 |

## 舞台劇
- 2019年《女人心》
- 2024年 《孟婆客棧-冥星雙飛俠》

## 音樂錄影帶
- 2015年 蔡佳麟《愛你一世人》
- 2024年 王燦《如果真的有如果》

## 外部連結
- 蘇晏霈的Facebook專頁
- 蘇晏霈的Instagram帳戶
- 鳳凰藝能－蘇晏霈 （页面存档备份，存于）